# Gelis marikovskii
Gelis marikovskii là một loài tò vò trong họ Ichneumonidae.